# Терабит
Терабит е единица за цифрова информация или за компютърна памет, кратна на бит (bit). Представката тера- (символ T) е определена в Международната система единици (SI) като множител 1012 (трилион).
- 1 терабит = 1012 бита = 1 000 000 000 000 бита

Единицата терабит се означава със символа Tbit или Tb.
Ако вземем обичайния размер от 8 бита за един байт, то 1 Tbit ще е равен на 125 гигабайта (GB) или приблизително на 119 гибибайта (GiB).
Терабитът е тясно свързан с тебибита, която единица е образувана с помощта на двоичната представка теби- (символ Ti):
- 1 тебибит = 240 бита = 1 099 511 627 776 бита, или с ~10% по-голям от терабит.